# Moulting Lagoon
Moulting Lagoon är en lagun i Australien. Den ligger i delstaten Tasmanien, i den sydöstra delen av landet, omkring 120 kilometer nordost om delstatshuvudstaden Hobart.
I omgivningarna runt Moulting Lagoon växer i huvudsak städsegrön lövskog. Trakten runt Moulting Lagoon är nära nog obefolkad, med mindre än två invånare per kvadratkilometer. Genomsnittlig årsnederbörd är 635 millimeter. Den regnigaste månaden är november, med i genomsnitt 107 mm nederbörd, och den torraste är augusti, med 32 mm nederbörd.